# Icoana
Icoana là một xã thuộc hạt Olt, România. Dân số thời điểm năm 2002 là 2326 người.